# Стражиця (община)
Стражиця (болг. Община Стражица) — община у Болгарії. Входить до складу Великотирновської області. Населення становить 14 331 особа (станом на 1 лютого 2011 р.). Адміністративний центр громади — однойменне місто.